# Repräsentantenhaus von Oregon

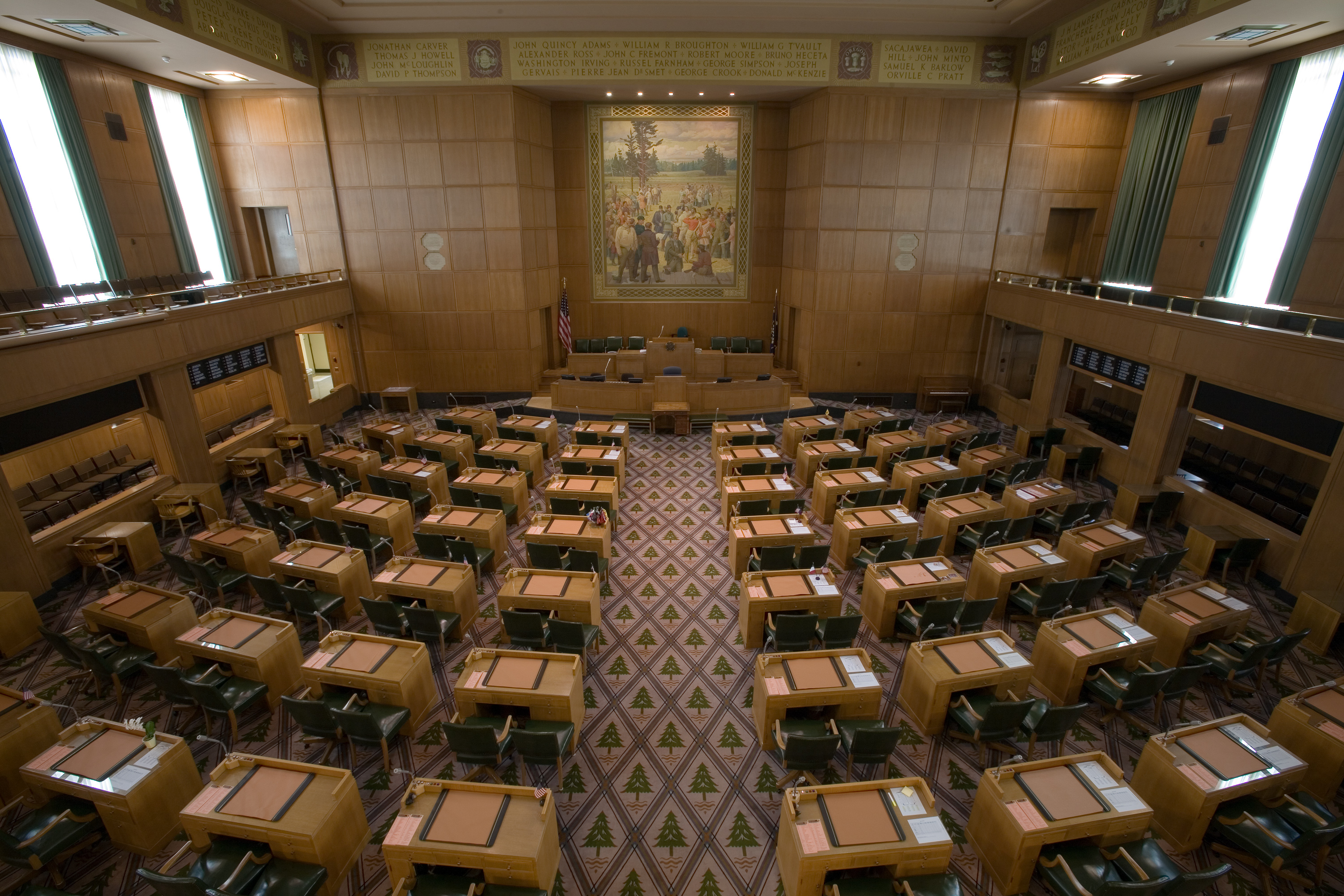
Der Sitzungssaal des Repräsentantenhauses von Oregon

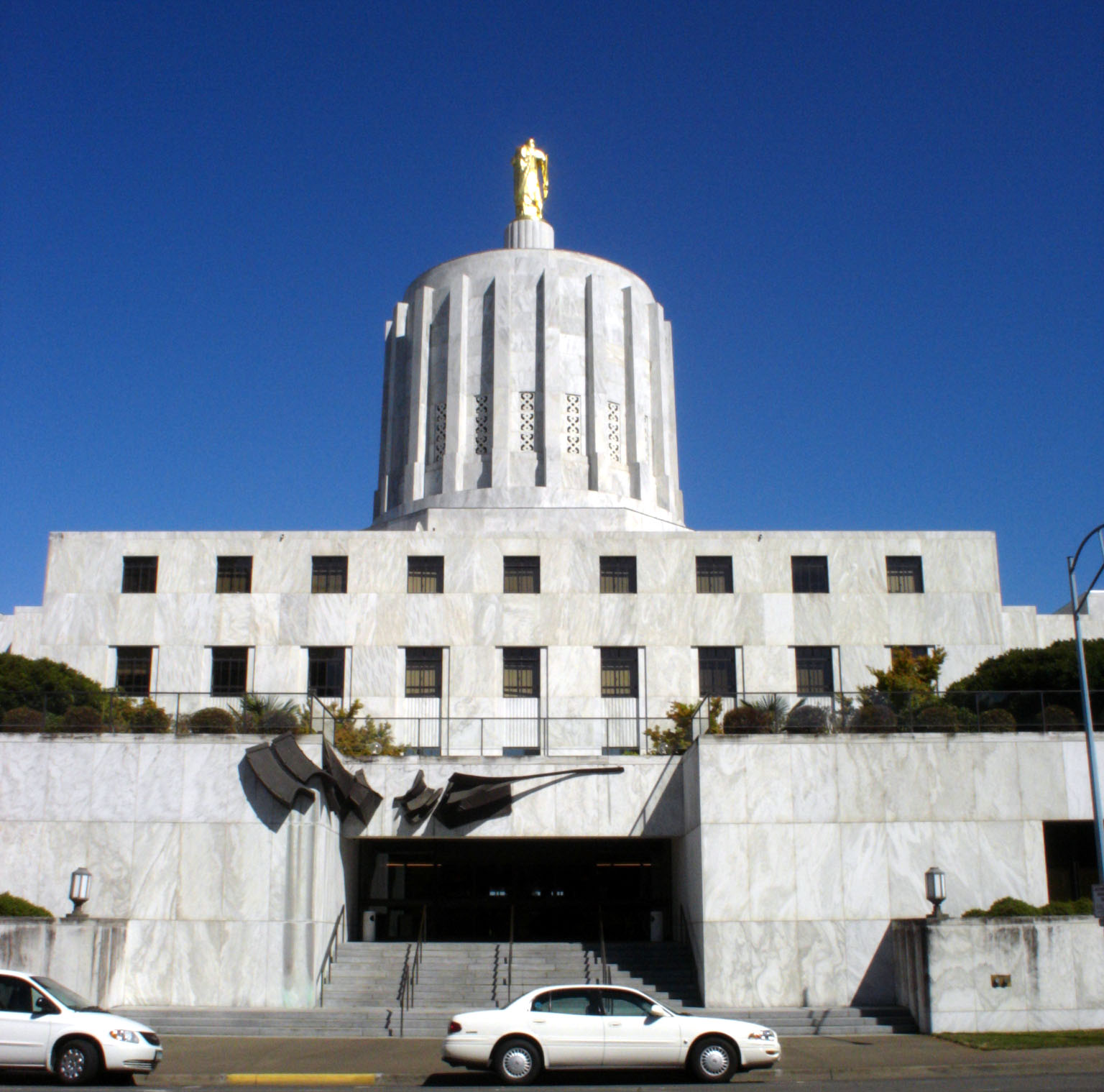
Das State Capitol von außen

Das Repräsentantenhaus von Oregon (Oregon House of Representatives) ist das Unterhaus der Oregon Legislative Assembly, der Legislative des US-Bundesstaates Oregon.
Die Parlamentskammer setzt sich aus 60 Abgeordneten zusammen, die jeweils einen Wahldistrikt repräsentieren. Jede dieser festgelegten Einheiten umfasst eine Zahl von durchschnittlich 57.000 Einwohnern. Die Abgeordneten werden jeweils für zweijährige Amtszeiten gewählt; die ursprüngliche Beschränkung auf drei Amtszeiten wurde 2002 abgeschafft.
Der Sitzungssaal des Repräsentantenhauses befindet sich gemeinsam mit dem Staatssenat im Oregon State Capitol in der Hauptstadt Salem.

## Zusammensetzung
| Partei | Partei                 | Abgeordnete |
| ------ | ---------------------- | ----------- |
|        | Demokratische Partei   | 30          |
|        | Republikanische Partei | 30          |
| Summe  | Summe                  | 60          |

Da sich bei der Wahl im November 2010 ein Patt ergab, teilen sich der Demokrat Arnie Roblan und der Republikaner Bruce Hanna das Amt des Speaker. Fraktionschef der Demokraten ist Dave Hunt, bei den Republikanern hat Kevin Cameron diese Funktion inne.